# Maore
Maore è una circoscrizione mista (mixed ward) della Tanzania situata nel distretto di Same, regione del Kilimangiaro. Conta una popolazione di 15 722 abitanti (censimento 2012).